# Roseanne (Fernsehserie)
Roseanne ist eine US-amerikanische Sitcom, die von 1988 bis 1997 vom Sender ABC produziert wurde. In Deutschland war die Serie ab 1990 auf ProSieben zu sehen.
Von März bis Mai 2018 wurde die Serie mit einer zehnten Staffel fortgesetzt. In Deutschland war die Ausstrahlung der Neuauflage im Spätsommer 2018 auf dem Disney Channel geplant. Nach der Absetzung der Serie durch ABC gab man allerdings bekannt, die Serie nicht mehr auszustrahlen. Wiederholungen der Originalserie wurden auch aus dem Programm genommen. Die Serie wurde kurz darauf ohne die titelgebende Hauptfigur in Die Conners fortgesetzt.

## Inhalt
Im Mittelpunkt der Serie steht die Arbeiterfamilie Conner, die in der Delaware Street 714 im fiktiven Ort Lanford, Fulton County (Illinois) lebt und aus Mutter Roseanne (Roseanne Barr), Vater Daniel, genannt Dan (John Goodman), und den Kindern Rebecca, genannt „Becky“ (Alicia Goranson/Sarah Chalke), Darlene (Sara Gilbert) und David Jacob, genannt „D. J.“ (Michael Fishman), besteht. Später kam Sohn Jerry Garcia dazu. Dieser wurde an Roseannes Lieblingsfeiertag Halloween geboren.
Die Handlung dreht sich hauptsächlich um die größeren und kleineren Probleme des Alltags und schließt auch Themen wie Arbeitslosigkeit, Geldsorgen, überstürzte Heirat der Kinder und Scheidung nicht aus. Diese Probleme lösen die Conners mit ihrem etwas anderen Humor.

## Hintergrund
Der Humor der Serie basiert auf der Hauptdarstellerin Roseanne Barr, die in den 1980er Jahren als Stand-up-Komikerin bekannt wurde und durch ironischen Galgenhumor, mit dem sie als Roseanne ihren nicht immer einfachen Lebensalltag bestritt, eine typische US-amerikanische Frau der unteren Mittelschicht bzw. der Arbeiterschicht (working class) darstellte. Dies markierte auch, zusammen mit der etwa gleichzeitig produzierten Serie Eine schrecklich nette Familie, eine Wende weg von der „heilen Welt“ der Huxtables.
In der letzten Folge der neunten Staffel stellt sich heraus, dass die gesamte Serienhandlung nur auf Roseannes Aufzeichnungen über ihre Familie beruhte und insbesondere die neunte Staffel in ihrem Ablauf und Inhalt nur ihrer Phantasie entsprang. Vorbereitet wird diese Wendung durch Rückblenden auf die Einrichtung von Roseannes Schreibzimmer im Keller. Roseanne gibt sich am Ende der letzten Folge aus dem Off als Autorin zu erkennen, die den Verlust ihres Ehemanns mit ihrem Schaffen verarbeiten wollte und die Geschichten nach ihrem Belieben umgestaltet hat. Zum Beispiel hat sie die Partner ihrer Töchter vertauscht, weil sie glaubte, so passten die Paare besser zusammen. Die neunte Staffel lässt sich so im Nachhinein psychologisch deuten. So ist z. B. Dan häufig abwesend und es werden verschiedene Arten des Verlusts angespielt (Ehestreit, Fremdgehen, Darlene bekommt ein Frühchen, Dan stirbt beinahe). Zwischen der von Roseanne erzählten Serienhandlung und der „wahren“ Conner-Geschichte gab es folgende Unterschiede:
| Geschichte der neunten Staffel                     | Roseanne Conners „wahres“ Leben            |
| Dan Conner erholt sich von seinem Herzinfarkt      | Dan Conner stirbt an seinem Herzinfarkt    |
| Darlene heiratet David                             | Darlene heiratet Mark                      |
| Becky heiratet Mark                                | Becky heiratet David                       |
| Roseannes Mutter Beverly ist lesbisch              | Roseannes Schwester Jackie ist lesbisch    |
| Die Conners gewinnen 108 Millionen Dollar im Lotto | Die Conners gewinnen nicht in der Lotterie |

Die 2018 gesendete zehnte Staffel ignoriert die Existenz der neunten vollständig: Weder haben die Conners im Lotto gewonnen, noch ist Dan gestorben.

## Figuren

### Roseanne
Anfangs arbeitet sie bei Wellman Plastics. Ihr dortiger Vorgesetzter Booker Brooks wird gespielt von George Clooney. Dann kommt ein mieser Job als Telefonzeitschriftenverkäuferin und als Shampoogirl im örtlichen Schönheitssalon. Danach ist sie Kellnerin im Restaurant eines Einkaufszentrums. Schließlich gründet sie zusammen mit ihrer Schwester Jackie, ihrer Mutter Beverly und Freundin Nancy ein Fastfood-Restaurant, die Lanford Lunch Box. Nach einem Streit mit Roseanne und Jacky verkauft Beverly aus Rache ihren Anteil an der Lunch Box an Roseannes ehemaligen Chef Leon.

### Dan
In der ersten Staffel arbeitet Dan als Trockenbauer in seiner eigenen Firma Four Aces Constructions und träumt davon, in seiner Garage sein eigenes Boot zu bauen. Dieses wird aber nie fertiggestellt. Später hat er einen Shop für Motorräder. In diesem Shop gibt er Beckys Freund Mark einen Job als Mechaniker. Später ist er Leiter der Werkstatt der Stadt Lanford für Stadtfahrzeuge. In dieser Werkstatt arbeitet auch wieder Mark und Jackies späterer Mann Fred. Diesen für US-Verhältnisse guten und sicheren Job kündigt er, um mit Freunden in seinem ursprünglichen Fachgebiet zu arbeiten und zu helfen, ein Gefängnis zu errichten. Bei Darlenes Hochzeit erleidet er einen Herzinfarkt, den er überlebt. In der letzten Folge stellt sich heraus, dass Roseanne nur ein Buch schreibt und Dan im „wirklichen“ Leben an diesem Herzinfarkt verstorben ist.

### Jackie
Roseannes Schwester arbeitet zunächst auch bei Wellman Plastics. Später ist sie Polizistin. Nachdem sie im Dienst verletzt wird, wird sie Lkw-Fahrerin. Auf einer ihrer Touren entdeckt sie das Schnetzelfleisch-Sandwich, woraufhin sie mit ihrer Schwester das Restaurant Lunchbox eröffnet. Jackie hat während der ganzen Zeit mehrere Männerbekanntschaften, die mehr oder weniger ernsthaft sind. Dazu gehören zum Beispiel Männer wie ihr Chef Booker (George Clooney) bei Wellman, Gary, mit dem sie in der Phase als Cop zusammen ist, oder Fisher, der sie misshandelt. Während der Serie (6. Staffel) bekommt sie mit Fred ihren Sohn Andy. Später heiraten die beiden. Doch dann kommt es zu unüberbrückbaren Differenzen und die Ehe geht in die Brüche.

### Becky
Die älteste Tochter der Conners liebt es einzukaufen und sie telefoniert liebend gern. Sie interessiert sich sehr für Jungs und geht des Öfteren mit einem Jungen aus. In einigen Folgen gerät sie, weil ihre Telefonrechnung sehr hoch ist oder sie zu spät nach Hause kommt, mit ihrer Mutter in Streit. In den ersten Staffeln streitet sie sich auch gern mit ihrer Schwester Darlene, weil sie sich ein Zimmer teilen müssen. Im Unterschied zu Darlene ist sie eine sehr gute und engagierte Schülerin. In der dritten Staffel lernt sie Mark Healy kennen, mit dem sie später durchbrennt und den sie heimlich heiratet. Als sie in der sechsten Staffel dann wieder zurückkehrt, zieht sie in einen Trailerpark.

### Darlene
Darlene ist ein sehr sportliches Mädchen. Sie trägt nur im absoluten Ausnahmefall mal einen Rock oder ein Kleid und ist sehr jungenhaft. Becky versucht in solchen Ausnahmefällen (Verabredungen, Bälle, …) ihr zu helfen und sie für die Waffen einer Frau zu begeistern, jedoch fühlt sich Darlene sehr unwohl in dieser Rolle als Girly. Sie spielt lieber Basketball und wirft öfters mit ihrem Vater im Hinterhof ein paar Körbe. Zunehmend offenbart sie jedoch auch künstlerische Kreativität und einen kritischen Geist. Sie zieht am Ende der 5. Staffel für drei Jahre von zu Hause aus, um an einem College in Chicago zu studieren. Als sie später Marks Bruder David kennenlernt, verliebt sie sich in ihn. Am Ende der 8. Staffel heiraten sie, da Darlene schwanger ist. Auf der Hochzeit erleidet Dan einen Herzinfarkt. Darlene bekommt eine Tochter, welche aber viel zu früh geboren wird. Den langen Kampf um das Leben im Brutkasten gewinnt ihre Tochter und wird in den letzten Folgen entlassen. Darlene nennt das Kind nach den drei Frauen-Generationen in der Serie „Harris Conner Healy“.

### D. J.
David Jacob „D. J.“ Conner ist bis zur Geburt seines kleinen Bruders Jerry Garcia in der 8. Staffel das jüngste Kind der Connors. Er leidet oft unter den Sticheleien seiner beiden älteren Schwestern. In der Schule hat er des Öfteren Probleme bekommen. In der 5. Staffel ist er derjenige, der sich den Namen Lunchbox für das Restaurant der Familie ausdenkt.

## Handlung

### Staffel 1
(1988–1989, 23 Episoden, # 2 US Nielsen Ratings)
Zu Beginn der Serie arbeiten Roseanne, Jackie und Crystal am Fließband der Plastikwarenfirma Wellman. Jackie ist kurzzeitig mit dem Wellman-Abteilungsleiter Booker Brooks liiert. Dan findet sporadisch Arbeit als Trockenbauer und muss mit seinem verantwortungslosen Vater Ed zurechtkommen. Roseannes und Jackies Eltern Al und Beverly überlegen, nach Lanford zu ziehen, entscheiden sich aber dagegen. Darlene ist hin- und hergerissen zwischen ihrem Image als coole Sportliche und ihrer Weiblichkeit, als sie ihre erste Periode bekommt. Becky hat ihren ersten Freund Chip, den sie wegen Jimmy Meltrigger verlässt. Als die Staffel endet, gerät Roseanne in einen großen Konflikt mit dem neuen Wellman-Abteilungsleiter Mr. Favor und kündigt bei Wellman; mehrere andere Mitarbeiter (darunter Jackie und Crystal) tun es ihr gleich.

### Staffel 2
(1989–1990, 24 Episoden, # 1 US Nielsen Ratings)
Roseanne hält sich mit Gelegenheitsjobs als Zeitschriftenverkäuferin per Telefon, Sekretärin für Dans Boss, Bardame in der Lanforder Kneipe LOBO, Bedienung in einem Imbiss und „Mädchen für alles“ im örtlichen Schönheitssalon Cindy Lou über Wasser. Jackie wird Polizistin. Dans Poker-Freund Arnie (Tom Arnold) gibt sein Debüt in der Serie. Die Conners feiern Halloween, was zukünftig zum festen Bestandteil der Serie zählt. Zu Thanksgiving bemerkt Dan die Romanze zwischen seinem Vater und Roseannes Freundin Crystal. Jackie verlobt sich mit ihrem Freund Gary. Becky begehrt zunehmend gegen die Autorität ihrer Eltern auf. Darlene entdeckt ihr Talent zum Schreiben, als sie einen schulischen Gedicht-Wettbewerb gewinnt. Auch Roseanne will ihren alten Traum von einer Schriftsteller-Karriere verwirklichen, weshalb Dan ihr im Keller einen eigenen Raum einrichtet; sie wird aber vorerst nicht dazu kommen.

### Staffel 3
(1990–1991, 25 Episoden, # 3 US Nielsen Ratings)
Roseanne glaubt, dass sie schwanger ist, und macht deshalb einen Test, der jedoch negativ ausfällt. Sie findet eine feste Anstellung im Restaurant des Lanforder Einkaufszentrums Rodbell’s, wo sie mit ihrer Kollegin Bonnie Freundschaft schließt, aber im Clinch mit dem schwulen Restaurant-Manager Leon Carp liegt. Nachdem Jackie bei einem Einsatz gefährlich verletzt wird, trennt sie sich von Gary, weil er ihren Beruf nicht mehr akzeptieren kann. Becky lernt Mark Healy kennen, den ihr ihre Eltern zu sehen verbieten. Dans Vater Ed heiratet Roseannes Freundin Crystal, die zudem auch schwanger von Ed ist. Roseanne befindet sich in einer Fehde mit ihrer neuen, scheinbar snobistischen Nachbarin Kathy Bowman. Roseannes Großmutter Nana Mary tritt erstmals zu einem Familien-Barbecue in der Serie auf. Dan eröffnet nach dem Besuch seines alten Biker-Kumpels Ziggy das Lanford Custom Cycles, eine Reparaturwerkstatt für Motorräder mit angeschlossenem Verkaufsraum.

### Staffel 4
(1991–1992, 25 Episoden, # 2 US Nielsen Ratings)
Die Staffel beginnt damit, dass Becky ihre Mutter mit dem Wunsch nach der Anti-Baby-Pille überrascht. Nach einem erfolglosen Job als Parfümverkäuferin lässt sich Jackie zur Truckerin ausbilden. Dans und Roseannes Freunde Arnie und Nancy heiraten in Las Vegas. Darlene entwickelt sich zu einem introvertierten Teenager und beginnt sich schwarz zu kleiden. Roseannes Nachbarin Kathy Bowman zieht mit ihrer Familie weg. Nachdem sie eine lange Zeit starke Rückenschmerzen geplagt hatten, unterzieht sich Roseanne einer Brustverkleinerung zur Entlastung des Rückens. Das Rodbell’s-Restaurant, in dem Roseanne arbeitet, wird rationalisiert. Arnie verlässt Nancy unter dem Vorwand, „von Außerirdischen entführt“ worden zu sein. Darlene lernt Marks jüngeren Bruder David kennen und schmiedet mit ihm gemeinsame Zukunftspläne als Comicschöpfer.

### Staffel 5
(1992–1993, 25 Episoden, # 2 US Nielsen Ratings)
Dan, der Beckys Freund Mark im Lanford Custom Cycles einstellen konnte, muss seinen Laden schließen. Becky und Mark brennen durch und heiraten heimlich. Nach einer halbherzigen Versöhnung ziehen Becky und Mark nach Minnesota, um dort Arbeit zu finden. Roseanne und Jackie bekommen von ihrer Mutter jeweils einen Scheck über 10.000 US-$. Zusammen mit Beverly und Nancy gründen sie das Fast-Food-Restaurant Lanford Lunch Box, dessen Verkaufsschlager das sogenannte „Schnetzelfleisch-Sandwich“ ist. (Beverly gibt ihnen dabei wiederum finanzielle Unterstützung unter der Bedingung, Teilhaberin zu sein.) Nancy outet sich als lesbisch. Die Tildens, ein alleinerziehender Vater mit zwei Töchtern in Darlenes Alter, ziehen neben den Conners ein. Jackie wird von ihrem wesentlich jüngeren Freund Fisher misshandelt, bis Roseanne und Dan dem ein Ende setzen. Roseannes und Jackies Vater Al stirbt. Auf den Rat von Roseannes erfolgreicher Cousine Ronnie hin bewerben sich Darlene und David an der Kunstschule von Chicago, doch nur Darlene wird angenommen. Nachdem Roseanne die kaputte familiäre Situation der Healys miterlebt, stimmt sie Darlenes Vorschlag zu, David bei ihnen wohnen zu lassen, während dessen frisch geschiedene Mutter nach Michigan zieht. Dan fällt nach einem großen Sanierungsauftrag auf einen Scheckbetrüger herein, kann aber von Jackie vor dem finanziellen Ruin bewahrt werden, indem sie das sanierte Haus kauft. Obwohl Roseanne zunächst große Zweifel hat, lässt sie Darlene schließlich zum Studium nach Chicago ziehen.

### Staffel 6
(1993–1994, 25 Episoden, # 4 US Nielsen Ratings)
Unter Roseannes Druck, die Lunch Box zu verlassen, gibt Beverly ihre Anteile an der Lunchbox aus Rache an keinen Geringeren als Roseannes ehemaligen Chef Leon ab. David schlägt Darlene vor, dass sie sich verloben, doch Darlene verneint das. Unter dem Vorwand, sich mit seiner Mutter versöhnen und ihr nach Michigan folgen zu wollen, gelangt David ebenfalls in Darlenes Chicagoer Studentenbude und wohnt solange bei ihr, bis es Roseanne herausfindet und ihn zur Heimkehr zwingt. Roseanne wird von ihrer Vergangenheit als Gewaltopfer ihres Vaters Al eingeholt, als sie DJ verprügelt, weil er ihren Wagen gestohlen hat. Becky und Mark kehren zurück und ziehen bei den Conners ein; Mark soll eine Ausbildung absolvieren, die er jedoch aufgibt. Dan und Mark finden lukrative Arbeitsplätze in den Lanforder Stadtfahrzeugwerken. Jackie wird von Dans Kumpel Fred schwanger. Nachdem sie ihn lange Zeit abgewiesen und ihren gemeinsamen Sohn Andy zur Welt gebracht hat, heiratet sie Fred schließlich. Dan wird mit der psychischen Labilität seiner Mutter Audrey konfrontiert, als diese in ein Heim eingewiesen wird.

### Staffel 7
(1994–1995, 26 Episoden, # 10 US Nielsen Ratings)
Obwohl Dan und Roseanne schon lange daran gearbeitet haben, auch noch ein viertes Kind zu kriegen, überrascht es sie sehr, als Roseanne plötzlich schwanger ist. Darlene und David trennen sich, finden jedoch nach einiger Zeit wieder zusammen. Becky und Mark ziehen auf einen Trailerpark. Jackie und Fred erkennen nach einer Odyssee von Ehe-Therapien, dass sie nicht zueinander passen, und lassen sich scheiden.
Folge 19 der 7. Staffel ist eine Best of Folge, in der Mütter aus anderen TV-Serien einen Gastauftritt haben: Barbara Billingsley aus Erwachsen müßte man sein (Leave It To Beaver), June Lockhart aus Lassie und Verschollen zwischen fremden Welten (Lost in Space), Isabel Sanford aus All in the Family und Die Jeffersons, Alley Mills aus Wunderbare Jahre sowie Pat Crowley aus Please Don't Eat the Daisies.

### Staffel 8
(1995–1996, 25 Episoden, # 17 US Nielsen Ratings)
Zu Roseannes Lieblingsfeiertag Halloween wird ihr Sohn geboren, den sie nach ihrem Lieblingsmusiker Jerry Garcia benennt. Leon heiratet seinen Freund Scott und Roseanne gestaltet daraus eine überdrehte Schwulenhochzeit. Becky und Mark geraten in Streit, da Becky ohne Absprache trotz gemeinsamer Kinderplanung heimlich die Pille nimmt und daran denkt nun doch zu studieren. Mark befürchtet, dass er dann als gewöhnlicher Mechaniker nicht mehr gut genug für sie sei und sie ihn später deswegen verlassen könnte. Dan beschließt, seinen sicheren Job bei der Stadt aufzugeben und sich wieder seinem alten Bautrupp anzuschließen, um das neue Gefängnis, das außerhalb von Lanford gebaut werden soll, mit aufzubauen, um mehr Geld zu verdienen. Mit dem Rentengeld und dem letzten Scheck, den Dan erhält, als er seinen Job aufgibt, beschließen er und Roseanne, mit der ganzen Familie in den Urlaub nach Walt Disney World zu fahren. Als Darlene anschließend herausfindet, dass sie von David schwanger ist, heiraten die beiden, doch der Hochzeitsabend endet in einer Katastrophe, als Dan einen Herzinfarkt erleidet. D. J. rettete das Leben seines Vaters, indem er mit Herzdruckmassage Erste Hilfe leistete, bevor der Krankenwagen eintraf. Als sich Dan danach erholt und sich trotz Roseannes voller Unterstützung nicht an die ärztlichen Anweisungen wie gesunde Ernährung und Sport hält, kommt es zwischen den beiden zu einem heftigen Streit, bei dem viele Konflikte und Ressentiments der gesamten Ehe wieder hochkommen. Wütend verlässt Roseanne das Haus und geht zu ihrer Schwester Jackie.

### Staffel 9
(1996–1997, 24 Episoden, # 35 US Nielsen Ratings)
Die letzte Staffel steht im kompletten, teilweise sehr surrealen Gegensatz zum bisherigen Serienverlauf, weil die Conners einen Lottogewinn von 108 Mio. US-$ machen und sich nun endlich ein Leben in Luxus leisten. Dan grübelt fortan schwermütig über den Sinn des Lebens nach und bringt seine Mutter in einer besseren Nervenklinik in Kalifornien unter, Jackie trifft auf ihren „Traum-Prinzen“, D. J. hat seine erste Freundin Heather, Roseannes Mutter Beverly offenbart sich als Lesbe, und Darlene bringt ihre Tochter Harris als Frühgeburt zur Welt. Dan, der eine kurze, belanglose „Romanze“ mit der Krankenpflegerin seiner Mutter hat, gerät darüber in einen schweren Konflikt mit Roseanne. Nach einer vorübergehenden Trennung vertragen sie sich aber wieder, und man erfährt am Anfang der letzten Folge, dass Becky von Mark schwanger ist und beide sich freuen, es den anderen bald sagen zu können.
Doch die letzte Folge offenbart am Ende überraschend, dass Roseanne als die eigentliche „Autorin ihres Lebens“ vieles der vergangenen Staffeln, besonders aber der letzten, erfunden hat und einige Handlungsstränge völlig anders hätten verlaufen müssen. So ist Dan in Wahrheit zum Zeitpunkt der letzten Folge bereits vor einem Jahr – also in Staffel 8 – an den Folgen seines Infarkts verstorben. Roseanne hat Dans Affäre daher erfunden, da sie sich von ihm betrogen fühlt, weil er sie einfach in der Welt alleine gelassen hat. Auch den Lottogewinn hat es nie gegeben. Des Weiteren ist nicht Beverly, sondern Jackie lesbisch, Darlene ist in Wirklichkeit mit Mark verheiratet, Becky hingegen mit David. Die letzte Folge steht im starken Kontrast zur Serie, da sie die Handlungsstränge durcheinander wirft, und ist bei Fans der Serie bis heute sehr umstritten. Als die Serie 2018 wieder aufgenommen wurde, wurden die Ereignisse der neunten Staffel einfach ignoriert.

## Besetzung
Die ersten fünf Staffeln und einige Folgen der sechsten Staffel wurden bei der Plaza Synchron GmbH in München vertont. Die restlichen Folgen synchronisierte die Beta-Technik, ebenfalls in München. Die Dialogbücher schrieb Hartmut Neugebauer. Für wenige Folgen der dritten Staffel wurde er von Josh Hartmann vertreten. Die Dialogregie übernahmen Günther Sauer (Staffel 1), Hartmut Neugebauer (Staffel 2), Hans-Jürgen Diedrich (Staffel 3), Pierre Franckh (Staffel 4) und erneut Hartmut Neugebauer (Staffel 5 bis 9). Die Synchronisation der zehnten Staffel wurde aufgrund der abrupten Planänderung des Disney Channels, wegen der Distanzierung zur Hauptdarstellerin (siehe Staffel 10), bisher nicht veröffentlicht. Die Stimmen der Staffel nahmen jedoch an der Fortsetzung Die Conners wieder teil.

### Hauptdarsteller
| Rollenname                           | Schauspieler    | Hauptrolle                                       | Nebenrolle                      | Synchronsprecher                                                                |
| ------------------------------------ | --------------- | ------------------------------------------------ | ------------------------------- | ------------------------------------------------------------------------------- |
| Roseanne Conner                      | Roseanne Barr   | 1.01–10.09                                       |                                 | Regina Lemnitz                                                                  |
| Daniel „Dan“ Conner                  | John Goodman    | 1.01–10.09                                       |                                 | Hartmut Neugebauer (Staffel 1–9)                                                |
| Jackie Harris                        | Laurie Metcalf  | 1.01–10.09                                       |                                 | Ursula Wolff (Folge 1) Madeleine Stolze (ab Folge 2)                            |
| Rebecca „Becky“ Conner spätere Healy | Alicia Goranson | 1.01–5.02, 5.10 8.01–8.16, 8.24–8.25 10.01–10.09 | 5.09                            | Inga Nickolai (Staffel 1–3) Jennifer Böttcher (Staffel 4–8)                     |
| Rebecca „Becky“ Conner spätere Healy | Sarah Chalke    | 6.09–7.24 8.17–8.18, 8.23 9.01–9.24              | 8.01                            | Jennifer Böttcher                                                               |
| Andrea                               | Sarah Chalke    |                                                  | 10.01–10.09                     |                                                                                 |
| Darlene Conner spätere Healy         | Sara Gilbert    | 1.01–10.09                                       |                                 | Karoline Guthke                                                                 |
| Jerry Garcia Conner                  | Cole Roberts    | 8.04–9.24                                        |                                 |                                                                                 |
| David Jacob „D. J.“ Conner           | Sal Barone jr.  | 1.01                                             |                                 | Gabor Gomberg Oliver Cresswell Cyril Geffcken Butz Combrinck                    |
| David Jacob „D. J.“ Conner           | Michael Fishman | 1.02–10.09                                       |                                 | Gabor Gomberg Oliver Cresswell Cyril Geffcken Butz Combrinck                    |
| Crystal Anderson–Connor              | Natalie West    | 3.01–4.25                                        | 1.01–2.24 5.01–6.21 8.01, 10.06 | Marion Hartmann (Folge 1 & ab Staffel 8) Ursula Wolff (ab Folge 2, Staffel 1–7) |
| David Healy                          | Johnny Galecki  | 5.01–9.25                                        | 4.14–4.23, 10.06, 10.08         | Dominik Auer (Staffel 4–7) Felix Miller (Staffel 8) Dirk Meyer (Staffel 9)      |
| Harris Healy                         | Emma Kenney     | 10.01–10.09                                      |                                 |                                                                                 |
| Mark Healy                           | Ames McNamara   | 10.01–10.09                                      |                                 |                                                                                 |
| Mary Conner                          | Jayden Rey      | 10.01–10.09                                      |                                 |                                                                                 |

### Nebendarsteller
| Rollenname              | Schauspieler      | Nebenrolle       | Bemerkung | Synchronsprecher                                                            |
| ----------------------- | ----------------- | ---------------- | --- | --------------------------------------------------------------------------- |
| Arnie Thomas            | Tom Arnold        | 2.03–5.18        | Freund von Dan (Mitglied der Pokerrunde), kurze Zeit verheiratet mit Nancy Bartlett. Tom Arnold verkörperte zudem Jackie Thomas aus der The Jackie Thomas Show | Michael Schwarzmaier                                                        |
| Anne-Marie Mitchell     | Adilah Barnes     | 3.09–10.09       | Schulfreundin von Roseanne und Dan, verheiratet mit Chuck | Ilona Grandke                                                               |
| Anne-Marie Mitchell     | Adilah Barnes     | 3.09–10.09       | Schulfreundin von Roseanne und Dan, verheiratet mit Chuck | Ute Bronder                                                                 |
| Ed Conner               | Ned Beatty        | 1.14–6.21        | Dans Vater | Wolfgang Völz                                                               |
| Ed Conner               | Ned Beatty        | 1.14–6.21        | Dans Vater | Norbert Gastell                                                             |
| Ed Conner               | Ned Beatty        | 1.14–6.21        | Dans Vater | Walter Reichelt                                                             |
| Nancy Bartlett          | Sandra Bernhard   | 4.07–9.24, 10.06 | Freundin von Roseanne | Katerina Jacob                                                              |
| Nancy Bartlett          | Sandra Bernhard   | 4.07–9.24, 10.06 | Freundin von Roseanne | Martina Duncker                                                             |
| Bonnie Watkins          | Bonnie Bramlett   | 3.17–4.25        | Roseannes Arbeitskollegin bei „Rodbell’s“ | Anita Höfer                                                                 |
| Booker Brooks           | George Clooney    | 1.01–1.23, 4.06  | Vorgesetzter von Roseanne und Jackie bei „Wellman’s“ | Udo Wachtveitl                                                              |
| Bob                     | John McConnell    | 1.07–9.02        | Kumpel von Dan |                                                                             |
| Leon Carp               | Martin Mull       | 3.17–9.24        | Vorgesetzter (später Geschäftspartner) von Roseanne und Jackie                                                                                                 | Peter Fricke                                                                |
| Fred                    | Michael O’Keefe   | 2.11–8.10        | Mann, später Ex-Mann von Jackie | Gudo Hoegel                                                                 |
| Beverly Lorraine Harris | Estelle Parsons   | 1.22–10.09       | Mutter von Roseanne und Jackie, Schwiegermutter von Dan, Großmutter von Darlene, Becky, DJ und Jerry Garcia, Urgroßmutter von Harris und Mark Healy            | Edith Schneider                                                             |
| Chuck Mitchell          | James Pickens Jr. | 3.07–10.09       | Schulfreund von Roseanne und Dan, verheiratet mit Anne-Marie                                                                                                   | Crock Krumbiegel Michael Mendl Peter Musäus Karl-Heinz Krolzyk Rüdiger Bahr |
| Mark Healy              | Glenn Quinn       | 3.06–9.24        | Freund (später Ehemann) von Becky | Manou Lubowski                                                              |
| Mark Healy              | Glenn Quinn       | 3.06–9.24        | Freund (später Ehemann) von Becky | Hubertus von Lerchenfeld                                                    |
| Nana Mary               | Shelley Winters   | 3.24–9.11        | Mutter von Beverly Harris | Marianne Wischmann                                                          |

### Wiederkehrende Rollen
| Rollenname                | Schauspieler         | Auftritte  | Synchronsprecher               |
| ------------------------- | -------------------- | ---------- | ------------------------------ |
| Dwight                    | William Sadler       | 1.09–1.10  | Bernd Stephan                  |
| Jimmy Meltrigger          | Stephen Dorff        | 2.01–2.09  |                                |
| George                    | Joseph Gordon-Levitt | 2.06–7.11  | Tobias Großkopf Julian Cattane |
| Debbie                    | Melora Walters       | 2.07–2.24  | Claudia Lössl                  |
| Norbert "Ziggy" Walsh     | Jay O. Sanders       | 2.16, 3.25 | Thomas Piper                   |
| Gary Hall                 | Brian Kerwin         | 2.19–3.05  | Ulrich Frank                   |
| Kathy Bowman              | Meagen Fay           | 3.21–4.19  | Katharina Lopinski             |
| Art                       | Dan Butler           | 4.02–4.23  | Fabian Rainer                  |
| Molly Tilden              | Danielle Harris      | 5.05–5.22  | Angela Wiederhut               |
| Ty Tilden                 | Wings Hauser         | 5.05–5.18  | Ekkehardt Belle                |
| Marla                     | Morgan Fairchild     | 5.08–5.12  | Ute Brankatsch                 |
| Sekretärin                | Colleen Camp         | 5.13       | Angelika Bender                |
| Dawn                      | Colleen Camp         | 8.08       | Marion Hartmann                |
| Jill                      | Colleen Camp         | 9.06       |                                |
| Barbara Healy             | Sally Kirkland       | 5.12, 5.17 | Christina Hoeltel              |
| Roger                     | Tim Curry            | 5.22–5.23  | Roland Hemmo                   |
| Jake                      | Red Buttons          | 5.21, 6.23 | Horst Raspe                    |
| Sharon                    | Mariel Hemingway     | 6.18, 8.11 | Veronika Neugebauer            |
| Stacy Flagler             | Traci Lords          | 7.07–7.18  | Veronika Neugebauer            |
| Prinz Carlos von Moldavia | Jim Varney           | 9.05, 9.10 | Thomas Reiner                  |
| Heather                   | Heather Matarazzo    | 9.14–9.22  | Anne Jansen                    |
| Astrid Wentworth          | Mo Gaffney           | 9.07–9.08  | Anita Höfer                    |
| Edgar Wellman             | James Brolin         | 9.16–9.17  | Joachim Höppner                |

Anmerkungen:
1. 1 2 3  Meist unregelmäßige Auftritte im genannten Zeitraum
2. ↑  Nur neunte Staffel
3. ↑  Staffel 1–2
4. ↑  Staffel 3
5. ↑  Staffel 6
6. ↑  Staffel 4
7. ↑  Staffel 5–9
8. ↑  Staffel 3–6
9. ↑  Staffel 7–9

### Weitere Gastauftritte
- Chris Tucker als er selbst (1. Staffel Radio Days),
- Leonardo DiCaprio als Darlenes Klassenkamerad (3. Staffel),
- Tobey Maguire als Jeff (3. Staffel),
- Neil Patrick Harris als Arzt (4. Staffel),
- Wayne Newton als er selbst (4. Staffel),
- Joan Collins als Ronnie, Roseannes Cousine (5. Staffel),
- Bob Odenkirk als Jim, irrtümlich für Gesundheitsinspektor in der Lunchbox gehalten (5. Staffel Episode 24)
- Ellen DeGeneres als Therapeutin (7. Staffel),
- Sharon Stone im Trailerpark (7. Staffel All about Rosey),
- Matthew Fishman als Stinky Conner (8. Staffel Episode 6)

- Tiny Tim als er selbst (8. Staffel),
- Tony Curtis als Hal (8. Staffel),
- Kathleen Freeman (9. Staffel),
- Steven Seagal als er selbst (9. Staffel Episode 9),
- Hugh Hefner als er selbst (9. Staffel),

Außerdem:
- Bob Hope,
- Bruce Willis,
- David Crosby,
- Ed Begley junior etc.

## Erwähnenswertes
- In der ersten Episode der Serie mit dem Episodentitel Life & Stuff mimte Sal Barone (Junior) den D.J. Conner. Als 8-Jähriger wurde Sal Barone für die Rolle des D.J. Conner gecastet und bekam die Rolle. Jedoch nahm Sals Mutter ihn, nach Problemen mit Darlene-Darstellerin Sara Gilbert, aus der Besetzung der Serie heraus. Seine Rolle übernahm bis zum Schluss Michael Fishman. Sal Barone (Junior) spielte nie wieder in einer Fernsehproduktion mit.
- Der ursprünglich geplante Titel der Serie lautete Life & Stuff.
- Roseanne Barr und Laurie Metcalf waren während der Dreharbeiten tatsächlich schwanger. Ihre Schwangerschaften wurden jeweils in die Serie eingebaut.
- In der 11. Episode der 7. Staffel erwähnt Roseannes Arzt, dass sie mit einem Mädchen schwanger ist, obwohl sie in der folgenden Staffel einen Jungen gebiert. Dieses Ereignis wird jedoch schon in der 7. Staffel angedeutet, da am Ende der 11. Episode der Sohn von Jackie und Fred als Mädchen, also mit anderem Geschlecht, gezeigt wird.
- 1993 stieg Becky-Darstellerin Alicia Goranson aus der Serie aus und wurde durch Sarah Chalke ersetzt. 1995 kehrte Alicia Goranson für ein Jahr zurück, nur um danach die Rolle erneut an Sarah Chalke weiterzugeben.
- Roseanne Barr trug am Anfang der Serie häufig ein weißes T-Shirt mit Hühnern und einem Ei im Motiv – bis zur Hochzeit mit Tom Arnold, dem Produzenten der Serie. Er hasste das Shirt und ihm zuliebe verschwand das Shirt. Nach der Scheidung von Tom trug sie das Shirt dann in jeder Folge. In Folge 5.25 trug sogar jeder Schauspieler der Besetzung das Shirt einmal.
- Bei einigen Quellen werden nur 221 Folgen angegeben, da manchmal die Best-of-Folge „Alles über Rosey“ aus der 7. Staffel zu einer 44-minütigen Folge zusammengefasst wird. Durch die Trennung zu zwei 22-minütigen Folgen sind es aber 222 Serienfolgen in Serienlänge.
- Eine Art Spin-off der Serie gab es mit der kurzlebigen Zeichentrickserie Little Rosey, die die Abenteuer der 8-jährigen Roseanne zeigten.[11]
- Mit Johnny Galecki, Sara Gilbert, Laurie Metcalf und Sara Rue (in der Rolle der jungen Roseanne) spielen vier Darsteller aus der Serie auch in The Big Bang Theory mit.

## Neuauflage

### Staffel 10
Im April 2017 wurde bekannt, dass eine Neuauflage mit acht Episoden geplant war. TV-Newcomer Ames McNamara sollte den achtjährigen Mark, den Sohn von Darlene und David, spielen. Neben Roseanne Barr traten auch Sara Gilbert, John Goodman, Laurie Metcalf, Michael Gianna, Johnny Galecki und Lecy Goranson auf. Sarah Chalke, die abwechselnd mit Goranson die älteste Conner-Tochter Becky verkörperte, spielte in der Fortsetzung eine neue Serienfigur. Neben ABC, das die Originalserie ausstrahlte, waren zunächst noch weitere TV-Sender und der Video-on-Demand-Anbieter Netflix interessiert. Am 16. Mai 2017 wurde bekannt, dass die Serie auf ABC ausgestrahlt werden solle. Im Oktober 2017 wurden Fotos von ersten Proben (Table Readings) verbreitet. Auch die 90-jährige Estelle Parsons und Sandra Bernhard waren in den neuen Folgen zu sehen. In einer Werbepause der Oscarverleihung 2018 wurde ein einminütiger Trailer über die Neuauflage gezeigt. Bemerkenswert ist, dass die Serie die Ereignisse der umstrittenen 9. Staffel übergeht: Dan Conner lebt daher noch.
Am 27. März 2018 wurde die erste der neun Episoden auf ABC ausgestrahlt. Der Erfolg übertraf alle Erwartungen. Nach Ausstrahlung der ersten beiden Folgen der zehnten Staffel verlängerte ABC die Serie Ende März angesichts sehr guter Einschaltquoten für eine weitere Staffel. Die Verlängerung wurde jedoch Ende Mai wieder zurückgezogen, nachdem die Hauptdarstellerin Roseanne Barr eine allgemein als rassistisch gewertete Kurznachricht über das Aussehen von Valerie Jarrett, einer ehemaligen Beraterin von Barack Obama, verbreitet hatte, in der sie geschrieben hatte, die Politikerin sehe wie das Kind eines Affen aus. Barr war bereits zuvor durch Wortmeldungen aufgefallen, in denen sie sich als Anhängerin der rechten Verschwörungstheorie um QAnon präsentierte. Zudem hatte für Aufsehen gesorgt, dass die von Barr gespielte Serienfigur als Unterstützerin von Donald Trump gezeichnet wurde.

### Die Conners
In der Folge des Skandals um Barr wurden die Verträge mit den übrigen Crewmitgliedern zunächst aufgelöst. Ab Anfang Juni 2018 verhandelten die Produzenten aber erfolgreich über ein Spin-off der Serie unter neuem Namen und kündigten Dreharbeiten für den Herbst 2018 an. Die Handlung der neuen Staffel, die den Titel Die Conners bekam, sollte um die Figur der Darlene Conner aufgebaut werden; die Handlung sollte sich unter anderem darum drehen, wie die Familie mit dem plötzlichen Tod von Roseanne Conner umgeht. In den Verhandlungen ging es u. a. um die Abgeltung der Urheberrechte Barrs an der Serie. Im Oktober 2018 wurde mit der Ausstrahlung der neuen Serie begonnen, die meisten Darsteller wirkten wieder mit.

## DVD-Veröffentlichungen
Alle neun Staffeln sind auf DVD erschienen, sowohl einzelne Staffelboxen als auch als Komplettbox.

## Auszeichnungen
1989
- American Comedy Award als „Lustigster Hauptdarsteller in einer Fernsehserie“ für John Goodman
- American Comedy Award als „Lustigste Hauptdarstellerin in einer Fernsehserie“ für Roseanne Barr
- People’s Choice Award als „Beliebteste neue komödiantische Fernsehsendung“
- Young Artist Award als „Beste neue Fernsehserie“

1990
- American Comedy Award als „Lustigster Hauptdarsteller in einer Fernsehserie“ für John Goodman
- ASCAP Film and Television Music Award als „Beste Fernsehserie“ für Dan Foliart
- ASCAP Film and Television Music Award als „Beste Fernsehserie“ für Howard Pearl

1991
- ASCAP Film and Television Music Award als „Beste Fernsehserie“ für Dan Foliart
- ASCAP Film and Television Music Award als „Beste Fernsehserie“ für Howard Pearl
- Young Artist Award als „Herausragende junge Komikerin in einer Fernsehserie“ für Alicia Goranson

1992
- ASCAP Film and Television Music Award als „Beste Fernsehserie“ für Dan Foliart
- ASCAP Film and Television Music Award als „Beste Fernsehserie“ für Howard Pearl
- Emmy als „Herausragende Nebendarstellerin in einer Comedyserie“ für Laurie Metcalf
- GLAAD Media Award als „Herausragende Comedyserie“
- Kid’s Choice Award als „Beliebteste Fernsehschauspielerin“ für Roseanne Barr
- Viewers for Quality Television Award als „Bester Schauspieler in einer Qualitäts-Comedyserie“ für John Goodman
- Young Artist Award als „Herausragende junge Komikerin in einer Fernsehserie“ für Sara Gilbert

1993
- American Comedy Award als „Lustigste Hauptdarstellerin in einer Fernsehserie“ für Roseanne Barr
- ASCAP Film and Television Music Award als „Beste Fernsehserie“ für Dan Foliart
- ASCAP Film and Television Music Award als „Beste Fernsehserie“ für Howard Pearl
- Emmy als „Herausragende Hauptdarstellerin in einer Comedyserie“ für Roseanne Barr
- Emmy als „Herausragende Nebendarstellerin in einer Comedyserie“ für Laurie Metcalf
- GLAAD Media Award als „Herausragende Comedyserie“
- Golden Globe Award als „Beste Fernsehserie – Komödie oder Musical“
- Golden Globe Award als „Bester Serien-Hauptdarsteller – Komödie oder Musical“ für John Goodman
- Golden Globe Award als „Beste Serien-Hauptdarstellerin – Komödie oder Musical“ for Roseanne Barr
- Humanitas Prize in der „30-Minuten-Kategorie“ für Rob Ulin
- Peabody Award
- Young Artist Award als „Herausragende junge Komikerin in einer Fernsehserie“ für Sara Gilbert

1994
- ASCAP Film and Television Music Award als „Beste Fernsehserie“ für Dan Foliart
- ASCAP Film and Television Music Award als „Beste Fernsehserie“ für Howard Pearl
- BMI Film & TV Award für W. G. Snuffy Walden
- Emmy als „Herausragende Nebendarstellerin in einer Comedyserie“ für Laurie Metcalf
- Young Artist Award als „Bester jugendlicher Komiker“ für Johnny Galecki

1995
- ASCAP Film and Television Music Award als „Beste Fernsehserie“ für Dan Foliart
- ASCAP Film and Television Music Award als „Beste Fernsehserie“ für Howard Pearl
- BMI Film & TV Award für W. G. Snuffy Walden
- GLAAD Media Award als „Herausragende Comedyserie“
- Young Artist Award als „Bester junger Schauspieler in einer Comedyserie“ für Michael Fishman

1996
- ASCAP Film and Television Music Award als „Beste Fernsehserie“ für Dan Foliart
- ASCAP Film and Television Music Award als „Beste Fernsehserie“ für Howard Pearl
- BMI Film & TV Award für W. G. Snuffy Walden

2008
- TV Land Innovator Award für Roseanne Barr, Sarah Chalke, Michael Fishman, Johnny Galecki, Sara Gilbert, John Goodman, Alicia Goranson und Martin Mull